# 劉澍 (嘉靖進士)
劉澍（1485年—？），字汝霖，號西巖，騰驤右衛籍，陝西西安府藍田縣人，明朝政治人物。

## 生平
嘉靖元年（1522年）壬午科順天府鄉試第九名舉人。嘉靖十四年（1535年）中式乙未科會試第二百六十八名，登第二甲第二十三名進士。授工部营缮司主事，出为汝州知州，升济南府同知。嘉靖二十三年九月由河南按察司陈州兵备佥事升为湖广布政使司右参议。

## 家族
曾祖劉得川；祖父劉傑；父劉亨，曾任教諭 贈徵仕郎吏科給事中。母宗氏（贈孺人）。永感下。兄劉瀹。弟劉濟，刑科都给事中；劉汲；劉潜。